# Chanteloup-en-Brie
Chanteloup-en-Brie település Franciaországban, Seine-et-Marne megyében. Lakosainak száma 4166 fő (2022. január 1.). Chanteloup-en-Brie Bussy-Saint-Georges, Conches-sur-Gondoire, Jossigny, Lagny-sur-Marne és Montévrain községekkel határos.

## Népesség
A település népességének változása:
| Lakosok száma | 2956 | 3775 | 3838 | 3953 | 3966 | 3991 | 4017 | 4171 | 4166 |
|               | 2013 | 2015 | 2016 | 2017 | 2018 | 2019 | 2020 | 2021 | 2022 |